# Kent, Washington
Kent este un oraș din nord-vestul Statelor Unite ale Americii, statul Washington. Dupǎ Seattle și Bellevue este al treilea oraș ca mǎrime din comitatul King, și al 7-lea dupǎ mǎrime în stat. În nord se mǎrginește cu orașele Renton și Tukwila, cu Federal Way, Des Moines și SeaTac în vest și cu Covington în sud-est.

## Istorie
Regiuna de astǎzi a orașului a fost pentru prima populatǎ datǎ în anii 1860. În anii 1880 cultivarea hameiului devine o afacere profitabilǎ pentru „Kentieni”, mai ales dupǎ ce Europa a fost lovitǎ de o puternicǎ invazie a afidelor, care au compromis cultura. A fost promovat municipiu la 28 mai 1890 . În timpul Marei Depresiuni Kent a fost cunoscut ca „Capitala Salatei verzi din lume”. Dupǎ Al doilea război mondial orașul s-a dezvoltat rapid, triplîndu-și populația între anii 1948-1960. Iar în prezent, din 1990-2010 populația a crescut cu 143%.

## Demografie
Populația totală a orașului în 2010: 92,411
Structura rasială în conformitate cu recensământul din 2010:
- 55.5% Albi
- 11.3% Negri
- 1.0% Americani Nativi
- 15.2% Asiatici
- 1.9% Hawaieni Nativi sau locuitori ai Insulelor Pacificului
- 6.6% Două sau mai multe rase
- 8.5% Altă rasă
- 16.6% Hispanici sau Latino (de orice rasă)

## Orașe înfrățite
- Sunnfjord, Norvegia
- Tamba, Japonia
- El Grullo, Mexic
- Herson, Ucraina
- Yangzhou, China

## Legǎturi externe
- Kent, Washington - QuickFacts Arhivat în 5 mai 2012, la Wayback Machine.
- Districtul Școlar Kent
- Camera de Comerț - Kent
- Departamentul Kent Arhivat în 6 martie 2008, la Wayback Machine.